# IAAF Golden League

Logo des Leichtathletik-Weltverbandes IAAF (jetzt World Athletics)

Die IAAF Golden League war eine jährlich stattfindende Serie von Leichtathletik-Meetings, die von der International Association of Athletics Federations (IAAF; ab 2020 World Athletics) organisiert wurden. Sie wurde in Nachfolge der Golden Four 1998 eingeführt, um einzelnen Leichtathletikveranstaltungen eine größere Bedeutung zukommen zu lassen.
Bei mehreren im Voraus bestimmten Leichtathletikdisziplinen mussten Athleten jeweils bei sechs Veranstaltungen ihren Wettkampf gewinnen, um einen Anteil am Jackpot von einer Million Dollar in Gold zu erhalten. Je weniger Athleten in ihren jeweiligen Disziplinen alle Wettkämpfe gewannen, desto größer war ihr Anteil am Jackpot. 1998 wurden die Meetings von Oslo, Rom, Monaco, Zürich, Brüssel und Berlin in das Golden League-Programm aufgenommen. 2003 wurde Monaco durch Paris ersetzt.
Die Liste der Disziplinen, die für den Jackpot berechtigt waren, änderte sich von Jahr zu Jahr, zahlenmäßig differierte sie bei den Männern zwischen 5 (2007, 2009) und 8 (2001) Disziplinen, auf Frauenseite kam außer 4 Disziplinen im Jahr 2008 jährlich jeweils 5 oder 6 Disziplinen im Frage. 2000 wurde der Jackpot von einer Million Dollar in Gold auf fünfzig Kilogramm in Goldbarren reduziert, was jedoch 2003 wieder rückgängig gemacht wurde. 2000 und 2001 mussten die Athleten nur fünf Wettkämpfe gewinnen, um sich am Jackpot beteiligen zu können.
2010 wurde die IAAF Golden League durch die IAAF Diamond League abgelöst.

## Veranstaltungen
Folgende Veranstaltungen zählten zur Golden League:
- Bislett Games, Oslo
- Golden Gala, Rom
- Meeting Gaz de France, Paris
- Weltklasse Zürich, Zürich
- Memorial Van Damme, Brüssel
- ISTAF, Berlin

Durch Paris ersetzt:
- Herculis, Monaco

## Jackpot-Gewinner

### 1998
| Athlet             | Wettbewerb    | Resultat         | Meeting |
| ------------------ | ------------- | ---------------- | ------- |
| Hicham El Guerrouj | 1500 m        | 3:29,12 min      | Oslo    |
| Hicham El Guerrouj | 1500 m        | 3:26,00 min (WR) | Rom     |
| Hicham El Guerrouj | 1500 m        | 3:28,37 min      | Monaco  |
| Hicham El Guerrouj | 1500 m        | 3:26,45 min      | Zürich  |
| Hicham El Guerrouj | 1500 m        | 3:29,67 min      | Brüssel |
| Hicham El Guerrouj | 1500 m        | 3:30,23 min      | Berlin  |
| Hicham El Guerrouj | 1500 m        | 3:32,03 min      | Moskau  |
| Haile Gebrselassie | 3000 m/5000 m | 7:27,42 min      | Oslo    |
| Haile Gebrselassie | 3000 m/5000 m | 13:02,63 min     | Rom     |
| Haile Gebrselassie | 3000 m/5000 m | 7:25,54 min      | Monaco  |
| Haile Gebrselassie | 3000 m/5000 m | 12:54,08 min     | Zürich  |
| Haile Gebrselassie | 3000 m/5000 m | 7:25,09 min      | Brüssel |
| Haile Gebrselassie | 3000 m/5000 m | 12:56,52 min     | Berlin  |
| Haile Gebrselassie | 3000 m/5000 m | 7:50,00 min      | Moskau  |
| Marion Jones       | 100 m         | 10,82 s          | Oslo    |
| Marion Jones       | 100 m         | 10,75 s          | Rom     |
| Marion Jones       | 100 m         | 10,72 s          | Monaco  |
| Marion Jones       | 100 m         | 10,77 s          | Zürich  |
| Marion Jones       | 100 m         | 10,80 s          | Brüssel |
| Marion Jones       | 100 m         | 10,81 s          | Berlin  |
| Marion Jones       | 100 m         | 10,83 s          | Moskau  |

### 1999
| Athlet          | Wettbewerb    | Resultat     | Meeting |
| --------------- | ------------- | ------------ | ------- |
| Wilson Kipketer | 800 m         | 1:43,11 min  | Oslo    |
| Wilson Kipketer | 800 m         | 1:42,79 min  | Rom     |
| Wilson Kipketer | 800 m         | 1:44,89 min  | Paris   |
| Wilson Kipketer | 800 m         | 1:42,57 min  | Monaco  |
| Wilson Kipketer | 800 m         | 1:43,01 min  | Zürich  |
| Wilson Kipketer | 800 m         | 1:42,27 min  | Brüssel |
| Wilson Kipketer | 800 m         | 1:44,03 min  | Berlin  |
| Gabriela Szabo  | 3000 m/5000 m | 8:27,21 min  | Oslo    |
| Gabriela Szabo  | 3000 m/5000 m | 8:27,79 min  | Rom     |
| Gabriela Szabo  | 3000 m/5000 m | 8:25,59 min  | Paris   |
| Gabriela Szabo  | 3000 m/5000 m | 8:28,36 min  | Monaco  |
| Gabriela Szabo  | 3000 m/5000 m | 8:25,03 min  | Zürich  |
| Gabriela Szabo  | 3000 m/5000 m | 8:25,82 min  | Brüssel |
| Gabriela Szabo  | 3000 m/5000 m | 14:40,59 min | Berlin  |

### 2000
| Athlet             | Wettbewerb   | Resultat     | Meeting |
| ------------------ | ------------ | ------------ | ------- |
| Maurice Greene     | 100 m        | 9,97 s       | Rom     |
| Maurice Greene     | 100 m        | 9,94 s       | Zürich  |
| Maurice Greene     | 100 m        | 10,01 s      | Monaco  |
| Maurice Greene     | 100 m        | 9,88 s       | Brüssel |
| Maurice Greene     | 100 m        | 9,86 s       | Berlin  |
| Hicham El Guerrouj | 1500 m/Meile | 3:30,75 min  | Paris   |
| Hicham El Guerrouj | 1500 m/Meile | 3:46,24 min  | Oslo    |
| Hicham El Guerrouj | 1500 m/Meile | 3:27,21 min  | Zürich  |
| Hicham El Guerrouj | 1500 m/Meile | 3:47,91 min  | Brüssel |
| Hicham El Guerrouj | 1500 m/Meile | 3:30,90 min  | Berlin  |
| Gail Devers        | 100 m Hürden | 12,47 s      | Rom     |
| Gail Devers        | 100 m Hürden | 12,56 s      | Oslo    |
| Gail Devers        | 100 m Hürden | 12,39 s      | Zürich  |
| Gail Devers        | 100 m Hürden | 12,54 s      | Monaco  |
| Gail Devers        | 100 m Hürden | 12,53 s      | Brüssel |
| Tatjana Kotowa     | Weitsprung   | 7,04 m       | Paris   |
| Tatjana Kotowa     | Weitsprung   | 6,89 m       | Rom     |
| Tatjana Kotowa     | Weitsprung   | 7,00 m       | Oslo    |
| Tatjana Kotowa     | Weitsprung   | 6,96 m       | Brüssel |
| Tatjana Kotowa     | Weitsprung   | 6,96 m       | Berlin  |
| Trine Hattestad    | Speerwurf    | 68,22 m (WR) | Rom     |
| Trine Hattestad    | Speerwurf    | 69,48 m (WR) | Oslo    |
| Trine Hattestad    | Speerwurf    | 66,50 m      | Zürich  |
| Trine Hattestad    | Speerwurf    | 67,76 m      | Brüssel |
| Trine Hattestad    | Speerwurf    | 68,32 m      | Berlin  |

### 2001
| Athlet             | Wettbewerb          | Resultat     | Meeting |
| ------------------ | ------------------- | ------------ | ------- |
| André Bucher       | 800 m               | 1:44,01 min  | Rom     |
| André Bucher       | 800 m               | 1:43,34 min  | Paris   |
| André Bucher       | 800 m               | 1:42,90 min  | Monaco  |
| André Bucher       | 800 m               | 1:42,55 min  | Zürich  |
| André Bucher       | 800 m               | 1:43,82 min  | Berlin  |
| Hicham El Guerrouj | 1500 m/Meile/2000 m | 3:44,95 min  | Rom     |
| Hicham El Guerrouj | 1500 m/Meile/2000 m | 3:28,38 min  | Paris   |
| Hicham El Guerrouj | 1500 m/Meile/2000 m | 3:29,06 min  | Zürich  |
| Hicham El Guerrouj | 1500 m/Meile/2000 m | 3:26,12 min  | Brüssel |
| Hicham El Guerrouj | 1500 m/Meile/2000 m | 4:51,17 min  | Berlin  |
| Allen Johnson      | 110 m Hürden        | 13,15 s      | Paris   |
| Allen Johnson      | 110 m Hürden        | 13,21 s      | Oslo    |
| Allen Johnson      | 110 m Hürden        | 13,18 s      | Monaco  |
| Allen Johnson      | 110 m Hürden        | 13,18 s      | Zürich  |
| Allen Johnson      | 110 m Hürden        | 13,04 s      | Berlin  |
| Marion Jones       | 100 m               | 10,96 s      | Rom     |
| Marion Jones       | 100 m               | 10,84 s      | Paris   |
| Marion Jones       | 100 m               | 10,94 s      | Oslo    |
| Marion Jones       | 100 m               | 10,94 s      | Zürich  |
| Marion Jones       | 100 m               | 10,86 s      | Brüssel |
| Violeta Szekely    | 1500 m              | 4:00,92 min  | Rom     |
| Violeta Szekely    | 1500 m              | 4:01,55 min  | Paris   |
| Violeta Szekely    | 1500 m              | 4:01,45 min  | Oslo    |
| Violeta Szekely    | 1500 m              | 3:59,35 min  | Monaco  |
| Violeta Szekely    | 1500 m              | 3:59,94 min  | Zürich  |
| Violeta Szekely    | 1500 m              | 3:59,75 min  | Brüssel |
| Violeta Szekely    | 1500 m              | 4:00,80 min  | Berlin  |
| Olga Jegorowa      | 3000 m/5000 m       | 8:23,96 min  | Rom     |
| Olga Jegorowa      | 3000 m/5000 m       | 8:23,75 min  | Paris   |
| Olga Jegorowa      | 3000 m/5000 m       | 8:23,26 min  | Zürich  |
| Olga Jegorowa      | 3000 m/5000 m       | 8:30,09 min  | Brüssel |
| Olga Jegorowa      | 3000 m/5000 m       | 14:29,32 min | Berlin  |

### 2002
| Athlet             | Wettbewerb   | Resultat    | Meeting |
| ------------------ | ------------ | ----------- | ------- |
| Hicham El Guerrouj | 1500 m/Meile | 3:50,12 min | Oslo    |
| Hicham El Guerrouj | 1500 m/Meile | 3:29,96 min | Paris   |
| Hicham El Guerrouj | 1500 m/Meile | 3:48,28 min | Rom     |
| Hicham El Guerrouj | 1500 m/Meile | 3:27,34 min | Monaco  |
| Hicham El Guerrouj | 1500 m/Meile | 3:26,89 min | Zürich  |
| Hicham El Guerrouj | 1500 m/Meile | 3:29,95 min | Brüssel |
| Hicham El Guerrouj | 1500 m/Meile | 3:30,00 min | Berlin  |
| Félix Sánchez      | 400 m Hürden | 48,91 s     | Oslo    |
| Félix Sánchez      | 400 m Hürden | 47,91 s     | Paris   |
| Félix Sánchez      | 400 m Hürden | 47,73 s     | Rom     |
| Félix Sánchez      | 400 m Hürden | 47,86 s     | Monaco  |
| Félix Sánchez      | 400 m Hürden | 47,35 s     | Zürich  |
| Félix Sánchez      | 400 m Hürden | 47,99 s     | Brüssel |
| Félix Sánchez      | 400 m Hürden | 48,05 s     | Berlin  |
| Marion Jones       | 100 m        | 10,96 s     | Oslo    |
| Marion Jones       | 100 m        | 10,89 s     | Paris   |
| Marion Jones       | 100 m        | 10,89 s     | Rom     |
| Marion Jones       | 100 m        | 10,84 s     | Monaco  |
| Marion Jones       | 100 m        | 10,88 s     | Zürich  |
| Marion Jones       | 100 m        | 10,88 s     | Brüssel |
| Marion Jones       | 100 m        | 11,01 s     | Berlin  |
| Ana Guevara        | 400 m        | 50,45 s     | Oslo    |
| Ana Guevara        | 400 m        | 50,00 s     | Paris   |
| Ana Guevara        | 400 m        | 49,51 s     | Rom     |
| Ana Guevara        | 400 m        | 49,25 s     | Monaco  |
| Ana Guevara        | 400 m        | 49,16 s     | Zürich  |
| Ana Guevara        | 400 m        | 49,69 s     | Brüssel |
| Ana Guevara        | 400 m        | 49,91 s     | Berlin  |

### 2003
| Athlet                 | Wettbewerb | Resultat    | Meeting |
| ---------------------- | ---------- | ----------- | ------- |
| Maria de Lurdes Mutola | 800 m      | 2:00,62 min | Oslo    |
| Maria de Lurdes Mutola | 800 m      | 1:57,58 min | Paris   |
| Maria de Lurdes Mutola | 800 m      | 1:57,21 min | Rom     |
| Maria de Lurdes Mutola | 800 m      | 1:59,01 min | Berlin  |
| Maria de Lurdes Mutola | 800 m      | 1:59,93 min | Zürich  |
| Maria de Lurdes Mutola | 800 m      | 1:57,78 min | Brüssel |

### 2004
| Athlet                   | Wettbewerb | Resultat | Meeting |
| ------------------------ | ---------- | -------- | ------- |
| Christian Olsson         | Dreisprung | 17,58 m  | Oslo    |
| Christian Olsson         | Dreisprung | 17,50 m  | Rom     |
| Christian Olsson         | Dreisprung | 17,41 m  | Paris   |
| Christian Olsson         | Dreisprung | 17,46 m  | Zürich  |
| Christian Olsson         | Dreisprung | 17,44 m  | Brüssel |
| Christian Olsson         | Dreisprung | 17,45 m  | Berlin  |
| Tonique Williams-Darling | 400 m      | 49,78 s  | Oslo    |
| Tonique Williams-Darling | 400 m      | 49,25 s  | Rom     |
| Tonique Williams-Darling | 400 m      | 49,15 s  | Paris   |
| Tonique Williams-Darling | 400 m      | 49,73 s  | Zürich  |
| Tonique Williams-Darling | 400 m      | 49,59 s  | Brüssel |
| Tonique Williams-Darling | 400 m      | 49,07 s  | Berlin  |

### 2005
| Athlet           | Wettbewerb | Resultat | Meeting |
| ---------------- | ---------- | -------- | ------- |
| Tatjana Lebedewa | Dreisprung | 15,11 m  | Paris   |
| Tatjana Lebedewa | Dreisprung | 15,03 m  | Rom     |
| Tatjana Lebedewa | Dreisprung | 14,89 m  | Oslo    |
| Tatjana Lebedewa | Dreisprung | 14,94 m  | Zürich  |
| Tatjana Lebedewa | Dreisprung | 14,94 m  | Brüssel |
| Tatjana Lebedewa | Dreisprung | 14,85 m  | Berlin  |

### 2006
| Athlet         | Wettbewerb | Resultat | Meeting |
| -------------- | ---------- | -------- | ------- |
| Asafa Powell   | 100 m      | 9,98 s   | Oslo    |
| Asafa Powell   | 100 m      | 9,85 s   | Paris   |
| Asafa Powell   | 100 m      | 9,85 s   | Rom     |
| Asafa Powell   | 100 m      | 9,77 s   | Zürich  |
| Asafa Powell   | 100 m      | 9,99 s   | Brüssel |
| Asafa Powell   | 100 m      | 9,86 s   | Berlin  |
| Jeremy Wariner | 400 m      | 44,31 s  | Oslo    |
| Jeremy Wariner | 400 m      | 43,91 s  | Paris   |
| Jeremy Wariner | 400 m      | 43,62 s  | Rom     |
| Jeremy Wariner | 400 m      | 44,20 s  | Zürich  |
| Jeremy Wariner | 400 m      | 44,29 s  | Brüssel |
| Jeremy Wariner | 400 m      | 44,26 s  | Berlin  |
| Sanya Richards | 400 m      | 49,82 s  | Oslo    |
| Sanya Richards | 400 m      | 49,73 s  | Paris   |
| Sanya Richards | 400 m      | 49,31 s  | Rom     |
| Sanya Richards | 400 m      | 50,18 s  | Zürich  |
| Sanya Richards | 400 m      | 50,02 s  | Brüssel |
| Sanya Richards | 400 m      | 49,81 s  | Berlin  |

### 2007
| Athlet             | Wettbewerb     | Resultat | Meeting |
| ------------------ | -------------- | -------- | ------- |
| Sanya Richards     | 400 m          | 50,26 s  | Oslo    |
| Sanya Richards     | 400 m          | 49,52 s  | Paris   |
| Sanya Richards     | 400 m          | 49,77 s  | Rom     |
| Sanya Richards     | 400 m          | 49,36 s  | Zürich  |
| Sanya Richards     | 400 m          | 49,29 s  | Brüssel |
| Sanya Richards     | 400 m          | 49,27 s  | Berlin  |
| Jelena Issinbajewa | Stabhochsprung | 4,85 m   | Oslo    |
| Jelena Issinbajewa | Stabhochsprung | 4,91 m   | Paris   |
| Jelena Issinbajewa | Stabhochsprung | 4,90 m   | Rom     |
| Jelena Issinbajewa | Stabhochsprung | 4,80 m   | Zürich  |
| Jelena Issinbajewa | Stabhochsprung | 4,80 m   | Brüssel |
| Jelena Issinbajewa | Stabhochsprung | 4,82 m   | Berlin  |

### 2008
| Athlet        | Wettbewerb | Resultat             | Meeting |
| ------------- | ---------- | -------------------- | ------- |
| Pamela Jelimo | 800 m      | 1:54,99 min (AR/WJR) | Berlin  |
| Pamela Jelimo | 800 m      | 1:55,41 min          | Oslo    |
| Pamela Jelimo | 800 m      | 1:55,69 min          | Rom     |
| Pamela Jelimo | 800 m      | 1:54,97 min (AR/WJR) | Paris   |
| Pamela Jelimo | 800 m      | 1:54,01 min (AR/WJR) | Zürich  |
| Pamela Jelimo | 800 m      | 1:55,16 min          | Brüssel |

### 2009
| Athlet             | Wettbewerb     | Resultat     | Meeting |
| ------------------ | -------------- | ------------ | ------- |
| Kenenisa Bekele    | 3000 m/5000 m  | 13:00,76 min | Berlin  |
| Kenenisa Bekele    | 3000 m/5000 m  | 13:04,87 min | Oslo    |
| Kenenisa Bekele    | 3000 m/5000 m  | 12:56,23 min | Rom     |
| Kenenisa Bekele    | 3000 m/5000 m  | 7:28,64 min  | Paris   |
| Kenenisa Bekele    | 3000 m/5000 m  | 12:52,32 min | Zürich  |
| Kenenisa Bekele    | 3000 m/5000 m  | 12:55,33 min | Brüssel |
| Sanya Richards     | 400 m          | 49,57 s      | Berlin  |
| Sanya Richards     | 400 m          | 49,23 s      | Oslo    |
| Sanya Richards     | 400 m          | 49,46 s      | Rom     |
| Sanya Richards     | 400 m          | 49,34 s      | Paris   |
| Sanya Richards     | 400 m          | 48,94 s      | Zürich  |
| Sanya Richards     | 400 m          | 48,23 s      | Brüssel |
| Jelena Issinbajewa | Stabhochsprung | 4,83 m       | Berlin  |
| Jelena Issinbajewa | Stabhochsprung | 4,71 m       | Oslo    |
| Jelena Issinbajewa | Stabhochsprung | 4,85 m       | Rom     |
| Jelena Issinbajewa | Stabhochsprung | 4,65 m       | Paris   |
| Jelena Issinbajewa | Stabhochsprung | 5,06 m (WR)  | Zürich  |
| Jelena Issinbajewa | Stabhochsprung | 4,70 m       | Brüssel |